# Sulaimanisaurus
Sulaimanisaurus gingerichi
Genre
Espèce
Sulaimanisaurus, parfois nommé Sulaimansaurus, est un genre fossile de dinosaures sauropodes, un titanosaure basé sur sept vertèbres du Crétacé supérieur, ayant été découvertes au Baloutchistan, dans l'ouest du Pakistan.
L'espèce type et seule espèce Sulaimanisaurus gingerichi, a été décrite par M. Sadiq Malkani en 2004 et 2006,.

## Découverte
L'holotype est basé sur sept vertèbres caudales découvertes dans le membre de Vitakri de la formation géologique de Pab d'âge Maastrichtien, soit il y a environ entre 72,2 et 66,0 millions d'années. Quatre autres vertèbres caudales lui ont été associées par la suite.

## Classification
L'inventeur du genre le place dans famille Pakisauridae qu'il a créée , en l'utilisant toutefois comme un synonyme des Titanosauridae.
Sadiq Malkani rapproche Sulaimanisaurus des genres Pakisaurus et Khetranisaurus, également découverts dans la même formation géologique et eux-mêmes basés sur des restes fossiles très limités.